# Arcos (Vila do Conde)
Arcos é uma povoação portuguesa do Município de Vila do Conde que foi sede da extinta Freguesia de Arcos, freguesia que tinha 5,81 km² de área (2012), 819 habitantes (2011), e, por isso, uma densidade populacional de 141,0 hab/km².
A Freguesia de Arcos foi extinta (agregada) em 2013, no âmbito de uma reforma administrativa nacional, para, em conjunto com a Freguesia de  Rio Mau, formar uma nova freguesia denominada União das Freguesias de Rio Mau e Arcos.

## População
| População da freguesia de Arcos | População da freguesia de Arcos | População da freguesia de Arcos | População da freguesia de Arcos | População da freguesia de Arcos | População da freguesia de Arcos | População da freguesia de Arcos | População da freguesia de Arcos | População da freguesia de Arcos | População da freguesia de Arcos | População da freguesia de Arcos | População da freguesia de Arcos | População da freguesia de Arcos | População da freguesia de Arcos | População da freguesia de Arcos |
| ------------------------------- | ------------------------------- | ------------------------------- | ------------------------------- | ------------------------------- | ------------------------------- | ------------------------------- | ------------------------------- | ------------------------------- | ------------------------------- | ------------------------------- | ------------------------------- | ------------------------------- | ------------------------------- | ------------------------------- |
| 1864                            | 1878                            | 1890                            | 1900                            | 1911                            | 1920                            | 1930                            | 1940                            | 1950                            | 1960                            | 1970                            | 1981                            | 1991                            | 2001                            | 2011                            |
| 517                             | 532                             | 529                             | 630                             | 649                             | 636                             | 732                             | 807                             | 781                             | 852                             | 803                             | 891                             | 853                             | 869                             | 819                             |

| Distribuição da População por Grupos Etários | Distribuição da População por Grupos Etários | Distribuição da População por Grupos Etários | Distribuição da População por Grupos Etários | Distribuição da População por Grupos Etários | Distribuição da População por Grupos Etários | Distribuição da População por Grupos Etários | Distribuição da População por Grupos Etários | Distribuição da População por Grupos Etários | Distribuição da População por Grupos Etários |
| -------------------------------------------- | -------------------------------------------- | -------------------------------------------- | -------------------------------------------- | -------------------------------------------- | -------------------------------------------- | -------------------------------------------- | -------------------------------------------- | -------------------------------------------- | -------------------------------------------- |
| Ano                                          | 0-14 Anos                                    | 15-24 Anos                                   | 25-64 Anos                                   | > 65 Anos                                    |                                              | 0-14 Anos                                    | 15-24 Anos                                   | 25-64 Anos                                   | > 65 Anos                                    |
| 2001                                         | 171                                          | 129                                          | 454                                          | 115                                          |                                              | 19,7%                                        | 14,8%                                        | 52,2%                                        | 13,2%                                        |
| 2011                                         | 137                                          | 105                                          | 431                                          | 146                                          |                                              | 16,7%                                        | 12,8%                                        | 52,6%                                        | 17,8%                                        |

Média do País no censo de 2001:  0/14 Anos-16,0%; 15/24 Anos-14,3%; 25/64 Anos-53,4%; 65 e mais Anos-16,4%
Média do País no censo de 2011:   0/14 Anos-14,9%; 15/24 Anos-10,9%; 25/64 Anos-55,2%; 65 e mais Anos-19,0%

## História
À semelhança de tantas outras terras, a origem do nome Arcos anda envolta em mistério e lendas. As dificuldades em descobrir a verdadeira razão deste ou doutro topónimo nascem da falta de documentação escrita e crescem à medida que recuamos no tempo.
Sabe-se que a tradição tenta fazer acreditar que existiu um castelo mourisco na aldeia de Casais, um caminho oculto, subterrâneo, que vai dar ao rio Este e que servia para levar os cavalos a beber, e uma paróquia, dedicada a Sant’Iago.
É provável que tenha existido um castelo medieval, em Argifonso, uma vez que permanecem algumas estruturas e, anteriormente, um castro, mas custa acreditar que andassem mouros por estes sítios, pois se eles entraram na Península Ibérica pelo ano de 711, já os romanos tinham obrigado as populações castrejas a deslocarem-se para os vales e aí cultivarem os campos. Por isso, já ninguém vivia no lugar do castro. Por outro lado, os muçulmanos ocuparam sobretudo o sul do país.
É também possível que houvesse um caminho, pelo qual os animais iam matar a sede ao rio. Porém, o suposto caminho ou estrada coberta era um fosso que existia, normalmente, à volta dos castelos e, aí dentro, os soldados estavam a coberto de tiros de quem os atacasse de fora.
Parece aqui existir significados diferentes atribuídos à tal estrada encoberta ou ainda a outras descrições, algumas nem sempre fáceis de compreender. Assim se vê, por exemplo, acerca do rio Este que atravessa Arcos, de nascente a poente: através dos campos da freguezia deriva o manso rio d’Este, aí embelezado por uma ponte, cuja proximidade se levanta o monte da Cividade, ao sul do Castello, ou já em Bagunte, denominado da Reguenga, mas tendo em toda a sua extensão as mesmas lendas dos mouros que ahí tinham castellos e cidades, e estradas encobertas que ou comunicavam entre si, ou iam terminar ao Rio Ave.
Ninguém encontrou qualquer testemunho arqueológico de igreja ou capela antiga no lugar de Moldes, pelo que não há prova que tenha sido, alguma vez, paróquia. Mesmo que algo se descobrisse, nada garantia ter existido qualquer estrutura organizada de cariz paroquial, tal como hoje se entende. Também não aparece no Censual do bispo D. Pedro, da Sé de Braga, nem nas Inquirições de D. Afonso II, de 1220.
Vem já do séc. XI (1078-1091) a referência a S. Miguel de Arcos como fazendo parte das freguesias existentes na relação dos Censuais de Braga e de Guimarães.
(Com a devida autorização, excerto do livro "Nos 150 anos da Igreja Paroquial de S. Miguel de Arcos – Vila do Conde", a editar em Dezembro de 2005, da autoria do Prof. Manuel Pinho.)
Fez parte do concelho de Barcelos, e pertence ao concelho (atual município) de Vila do Conde desde 1836.

## Património
- Ponte de São Miguel de Arcos